# أضواء (ألبوم)
أضواء (بالإنجليزية: Lights) هو أول ألبوم موسيقى للمغنية البريطانية إيلي غولدينغ الذي صدر بتاريخ 26 فبراير 2010 من قبل شركة التسجيلات بوليدور.
تلقى الألبوم مراجعات إيجابية بشكل عام من نقاد الموسيقى. تجاريًا، ظهر لأول مرة على رأس مخطط ألبومات المملكة المتحدة بمبيعات أسبوعية بلغت 36854 نسخة. في أمريكا الشمالية، احتل Lights المرتبة 21 في الولايات المتحدة والمرتبة 66 في كندا.

## وصلات خارجية
- أضواء على موقع ميتاكريتيك (الإنجليزية)
- أضواء على موقع أول موفي (الإنجليزية)
- أضواء على قاعدة بيانات ديسكوغز (الإنجليزية)
- أضواء على موسوعة ميوزيك برينز (MBRG).